# Diogo Gonçalves de Travassos
Diogo Gonçalves de Travassos foi um cavaleiro fidalgo português.
Filho de Martim Gonçalves de Travassos, aio da Infanta D. Beatriz, e de Catarina Dias de Mello, casou com D. Violante Velho Cabral, irmã de frei Gonçalo Velho, navegador e 1.º capitão donatário dos ilhas de Santa Maria e São Miguel nos Açores, e filha de Fernão Velho, Cavaleiro da Ordem de Santiago, alcaide-mor e senhor, de juro e herdade, do castelo e terra Veleda e D. Maria Álvares Cabral, filha do Alcaide-mor de Belmonte.
Foi escudeiro de El-Rei D. João I e dos Conselhos de El-Rei D. Afonso V, do Infante D. Pedro, e aio e padrinho de seu filho D. Pedro, Condestável de Portugal.
Por concessão de El-Rei D. Duarte de 15 de junho de 1425, foi provedor do morgado e hospital de D. Mor Dias, de Ponte de Leiria. Foi alcaide do Castelo de Outeiro de Miranda até 27 de fevereiro de 1443, altura em que por ordem de El-Rei D. Afonso V o entregou a D. Afonso I, Duque de Bragança. Possuía o morgado de Ceira no termo de Coimbra.   
Foi escrivão da puridade do Infante D. Pedro, Duque de Coimbra, enquanto regente, conselheiro, vedor das suas terras e padrinho de seus filhos.
Segundo Gaspar Frutuoso, "era um homem, bem-disposto, gentil-homem, valente e forçoso" e que militara nas guerras de Castela, sendo armado cavaleiro na Conquista de Ceuta pelo Infante D. Pedro, quando o próprio também foi armado cavaleiro, e de quem foi tão amigo na vida como foi companheiro na morte, merecendo a notável honra de ser sepultado junto do glorioso infante no Mosteiro da Batalha.
Morreu assim, no dia 20 de maio de 1449, ao lado do seu infante D. Pedro na Batalha de Alfarrobeira.